# Alex rufolinearia
Alex rufolinearia é uma espécie de inseto do gênero Alex, pertencente à família Formicidae.